# Eocenidris crassa
Eocenidris crassa är en myrart som beskrevs av Wilson 1985. Eocenidris crassa ingår i släktet Eocenidris och familjen myror. Inga underarter finns listade i Catalogue of Life.